# گراز
گراز یا خوک وحشی اوراسیا یا خوک وحشی، نوعی خوک است که نیای اکثر خوک‌های اهلی به‌شمار می‌رود. این جانور، بومی بیشتر مناطق شمالی و مرکزی اروپا، و نواحی مدیترانه‌ای (ازجمله کوه‌های اطلس در شمال آفریقا) و بیشتر مناطق آسیا است. نسل این جانور در شمال آفریقا و برخی نقاط اروپا منقرض شده است. گراز توسط انسان به نقاط دیگر دنیا ازجمله بخش‌هایی از ایالات متحده و آرژانتین و نیز استرالیا وارد شده است. گراز دارای ناخن‌های درازی است و درصورت مواجهه با خطر ناخن می‌کشد.

## ویژگی‌ها و اندازه‌ها

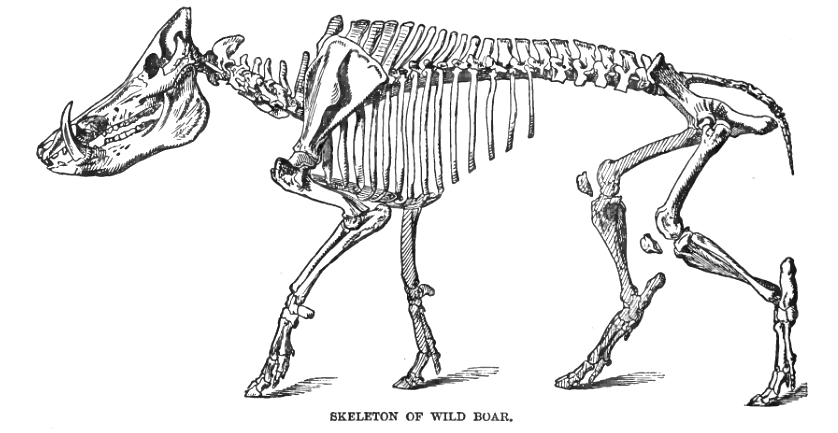
اسکلت‌بندی گراز

بدن گراز بسیار متراکم است، سرش بزرگ و پاهایش نسبتاً کوتاه است. خز او از موهای زبر و ضخیم و بلندی است که در پشت سر و گردن تا شانه و تا وسط بدن بلندتر است. رنگ آن از خاکستری تیره تا سیاه و قهوه‌ای متغیر است. اما در نواحی مختلف تنوع رنگی زیادی مشاهده می‌شود به‌طوری که گرازهای مایل به سفید در آسیای میانه دیده شده‌اند. گرازها در بچگی روشن‌تر همراه با خطوط قهوه‌ای هستند اما با بالا رفتن سن این خط‌ها کمرنگ‌تر شده و در بزرگسالی خاکستری یا قهوه‌ای تیره می‌شوند.
گرازهای نر بزرگسال از ۱۰۰ تا ۱۵۰ سانتی‌متر طول دارند و ارتفاعشان از شانه تا زمین به ۹۰ سانتیمتر می‌رسد. میانگین وزنشان بین ۷۰ تا ۱۰۰ کیلوگرم می‌باشد. با وجود این، تفاوت وزن در میان گرازها زیاد است گزارش‌هایی از شکار گراز به وزن ۱۵۰ کیلوگرم و حتی گزارشی از یک نمونه فرانسوی در سال ۱۹۹۹ به وزن ۲۳۰ کیلوگرم نیز شده است. گرازهای کوه‌های کارپات به وزن ۲۰۰ کیلوگرم ثبت شده‌اند و این درحالی است که گرازهای روسی و رومانیایی می‌توانند به وزن ۳۰۰ کیلوگرم نیز برسند.

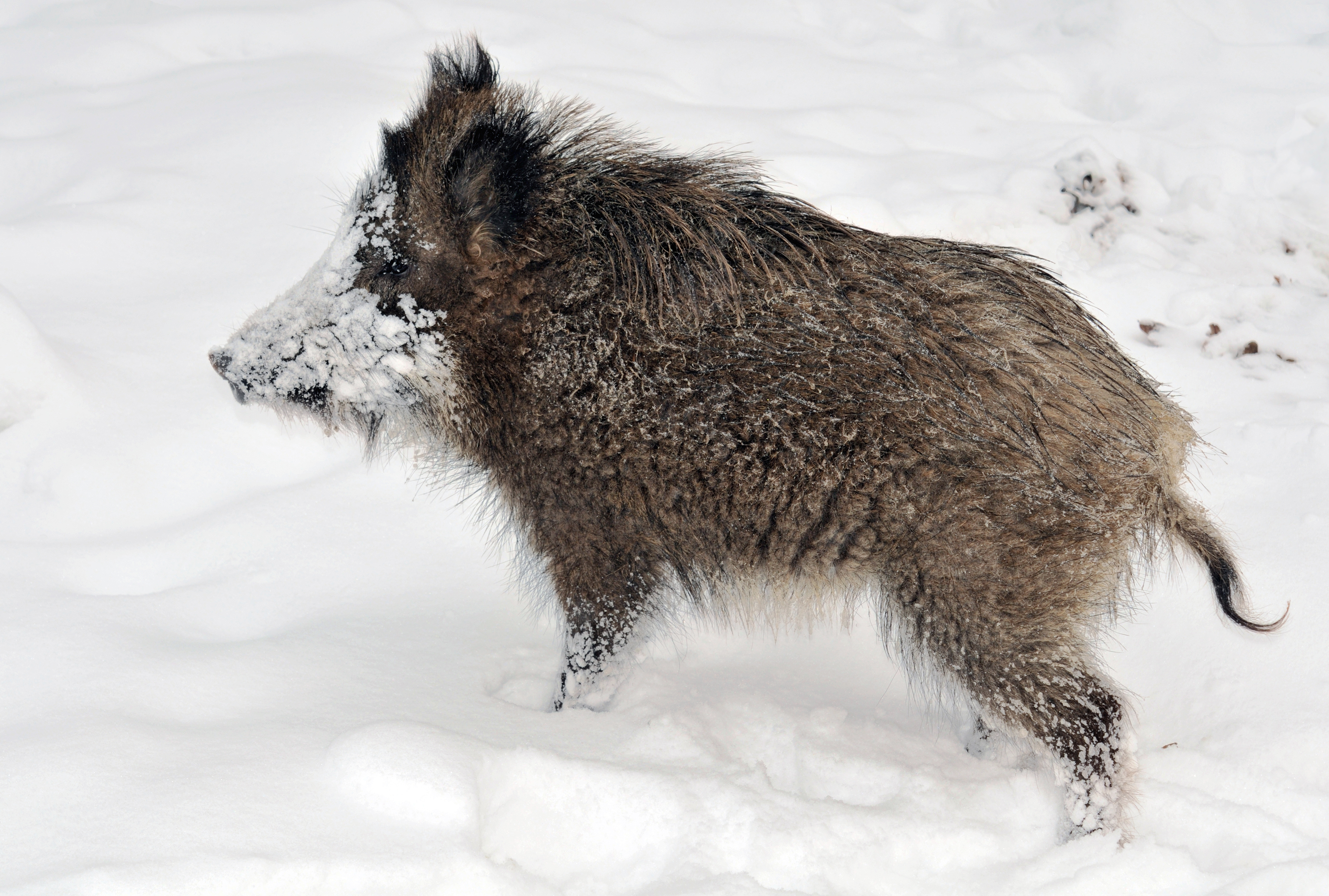
بچه گراز برفی در هانوور، آلمان

دندان‌های آن‌ها می‌تواند برای دفاع و جنگیدن و حفر زمین به کار آید. عاج‌های یک نر بزرگسال حدوداً ۲۰ سانتی‌متر می‌شود که به‌ندرت بیش از ۱۰ سانتی‌متر آن بیرون از دهان می‌آید. اما در مواردی استثنایی طول عاج به ۳۰ سانتی‌متر نیز رسیده است که در بیرون از دهان به شکل خمیده و به طرف بالا آمده است. در جنس ماده دندان‌ها کوتاه‌تر است و به‌طور استثنایی در ماده‌های مسن‌تر به‌صورت خم شده درآمده‌اند.
حساسیت بویایی گراز ۲۰۰۰ برابر انسان است.

## خوراک

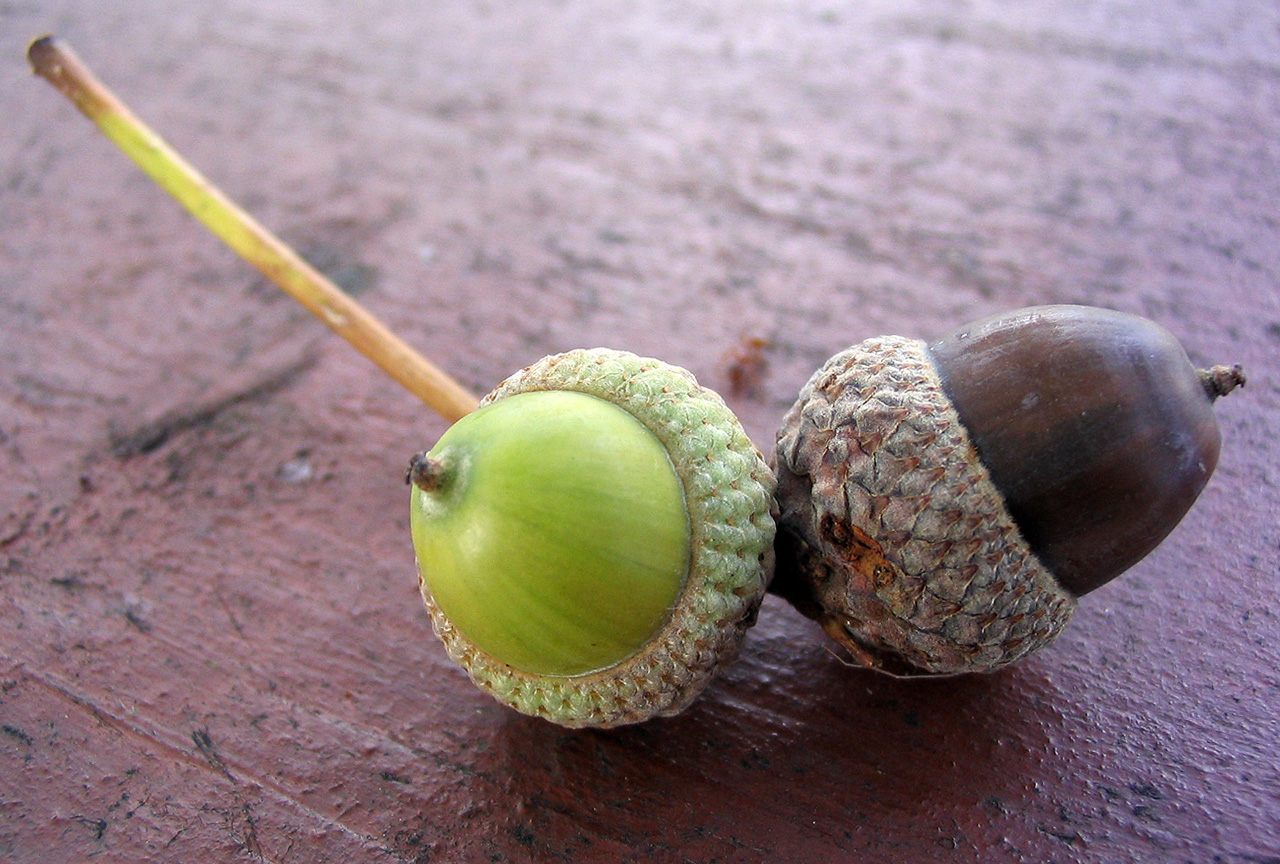
تصویری از یک بلوط که یکی از مهم‌ترین غذای‌های رژیم غذایی گراز است و سبب می‌شود تا برای بافت چربی گراز کربوهیدرات کافی فراهم شود.

گرازها تقریباً هر چیزی که قابل خوردن باشد را می‌خورند و از نظر تنوع غذایی با انسان رقابت می‌کنند. آنها غذاهای گیاهی مانند ریشه، ساقه، برگ و دانه‌های مختلف و غلات، حبوبات، میوه‌جات، غذاهای جانوری چون انواع بی‌مهرگان، حشرات و لارو آنها، کرم خاکی، حلزون، و مهره‌دارانی چون ماهی، جوندگان، قورباغه‌ها و مارمولک‌ها و لاشه جانوران بزرگ را نیز می‌خورند.
یک گراز ۵۰ کیلویی به حدود چهار هزار تا چهار هزار و پانصد کیلوکالری انرژی در روز نیاز دارد و بیشتر منابع غذایی خود را با کندن زمین پیدا می‌کند. آن‌ها در این جستجوها قسمت‌های زیرخاکی گیاهان و جانوران نقب‌زن را پیدا می‌کنند. سرخس‌ها، علف فر و ریشه و پیاز علف‌ها از غذاهای گیاهی مورد علاقه گرازها در اروپای غربی هستند اما مهم‌ترین منبع غذایی آن‌ها در تقریباً تمام نقاط میوه درختان بلوط و راش است که کربوهیدرات کافی برای بافت چربی آن‌ها را فراهم می‌کند. آن‌ها در هنگام کمبود غذا به کشتزارها سر می‌زنند و پوست درختان و قارچ‌ها را هم می‌خورند.
گرازها گاهی جانوران کوچک مثل بچه گوزن را هم شکار می‌کنند و از جوجه و تخم پرندگان هم تغذیه می‌کنند. گرازهای رود ولگا و رودخانه‌ها و دریاچه‌های قزاقستان به‌طور مرتب به صید ماهی‌هایی چون کپور و کُلمه می‌پردازند. شکار جوجه‌های حواصیل و قره‌قاز، صدف‌های دوکپه‌ای و موش‌ها و موسکرات‌های به دام‌افتاده نیز در دلتای ولگا دیده شده است. دست‌کم یک گزارش از شکار ماکاک رادیاتا توسط گراز در جنوب هند نیز در دست است.

## رفتارها
گرازهای نر معمولاً در گروه‌های ۲۰ عددی زندگی می‌کنند اما گروه‌هایی بالای ۵۰ گراز نیز دیده شده است. ماده‌ها نیز معمولاً در گروه‌های ۳ الی ۴ عددی همراه با فرزندانشان هستند. نرها در این گروه‌ها نیستند و فقط ۲ یا ۳ بار در سال و مواقع جفت‌گیری پیدایشان می‌شود.
گرازهای نر چون بدنشان بافت چربی ندارد که گرمشان کند، زمین را با عاج‌هایشان می‌کنند و در آن می‌خوابند. اما بچه‌ها چون توانایی کندن زمین را ندارند، در کنار هم جمع می‌شوند. درصورتی که به آن‌ها حمله شود یا احساس خطر کنند می‌توانند به خوبی از خود دفاع کنند. نرها با حرکت سر خود از پایین به سمت بالا و با استفاده از دندان‌های تیز خود زخم‌های بدی به دشمن وارد می‌کنند و ماده‌ها که دندان‌های بزرگ ندارند با دهان بزرگ خود گاز می‌گیرند. البته این حمله‌ها معمولاً برای انسان کشنده نیست اما می‌تواند انسان را بسیار زخمی کند. گرازها لانه خود را در کنار آب می‌سازند و در طول روز در لانه می‌مانند اما هنگام بارندگی و وقوع سیلاب گرازها لانه را ترک می‌کنند.

## تولید مثل

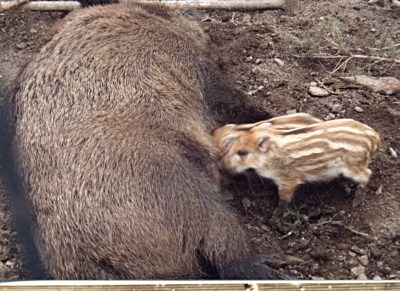
گراز ماده در حال شیر دادن به بچه‌ها

در مناطق سردسیر گرازها در اواسط زمستان جفت‌گیری می‌کنند اما در مناطق گرمسیری زودتر این کار را انجام می‌دهند. در طول مدت جفت‌گیری چند نر و چند ماده با هم می‌گردند (۳ الی ۵ عدد) در طول دوره جفت‌گیری گرازها به نسبت گذشته بسیار کمتر غذا می‌خورند و بیشتر آب می‌نوشند. پیش‌از زایمان ماده از چوب خشک و علوفه برای خود لانه می‌سازد. دوران بارداری این جانور ۴ ماه می‌باشد که در پایان این دوران ۸ الی ۱۲ بچه به دنیا می‌آورد. بچه‌ها در نوع ماده در ۱۸ ماهگی و در نوع نر کمی زودتر آماده جفت‌گیری می‌شوند.

## دشمنان طبیعی

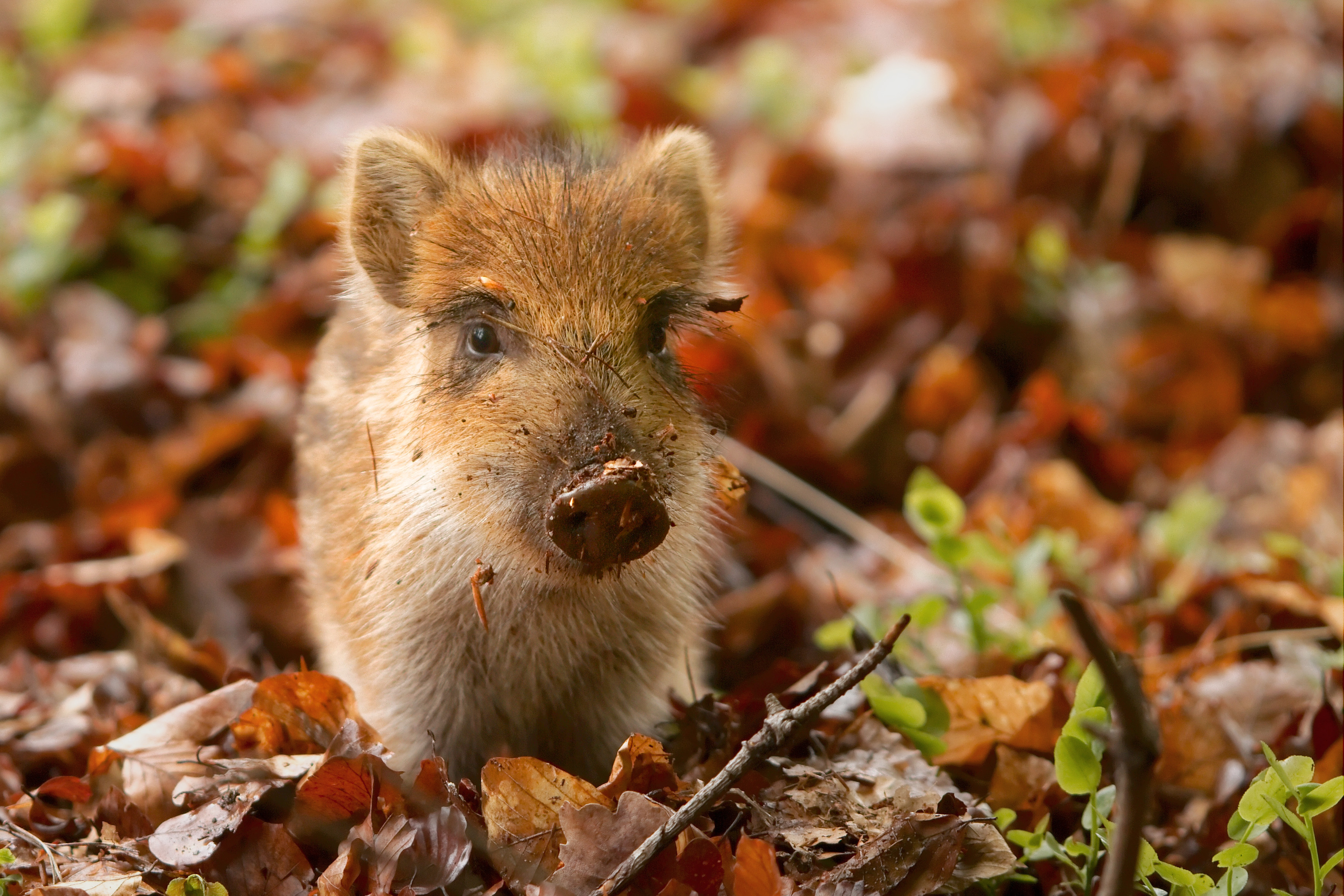
بچه گراز

گراز یکی از مهم‌ترین منابع غذایی ببر در مناطقی است که هر دوی این جانوران در آن زندگی می‌کنند. ببرها معمولاً دسته‌های گراز را تعقیب کرده و یکی از اعضای مریض یا ضعیف را شکار می‌کنند. ببرها، گراز را در مسافت‌های طولانی‌تری نسبت به دیگر طعمه‌های خود تعقیب می‌کنند، اما معمولاً از درگیری با گرازهای نر بالغ می‌پرهیزند. در موارد بسیاری گرازها برای دفاع از خود زخم‌هایی به ببرها وارد کرده‌اند که سبب مرگ آن‌ها شده است.
گرگ دیگر شکارچی مهم گراز در برخی مناطق است. گرگ‌ها بیشتر به سراغ بچه گرازها می‌روند، هرچند شکار گراز بالغ نیز در ایتالیا، شبه‌جزیره ایبری و روسیه گزارش شده است. البته در درگیری با گرازهای بزرگ‌سال نیز گرگ به‌جای حمله مستقیم با یک ضربه گردن وی را زخمی می‌کند تا گراز از خون‌ریزی شدید ضعیف شده و سپس حمله نهایی را هنگامی انجام دهد که گراز بی‌جان شده است. در برخی مناطق شوروی سابق یک گله گرگ در هر سال به‌طور میانگین ۵۰ تا ۸۰ گراز را طعمه خود می‌کنند. در برخی مناطق ایتالیا که گراز و گرگ هم‌بوم‌اند، درصد بالای شکار گراز توسط گرگ باعث شد تا گرازها رفتاری تهاجمی را نسبت به گرگ‌ها و سگهای اهلی از خود بروز دهند.
کفتار راه‌راه نیز گهگاه از گراز تغذیه می‌کند. هرچند تنها سه زیرگونهٔ بزرگ‌تر ساکن شمال غرب آفریقا، خاورمیانه و هند توانایی کشتن گراز را دارند.
بچه گرازهای کوچک برای چندین گونهٔ دیگر نیز شکار مهمی به‌شمار می‌روند. ازجمله مارهای بزرگ همچون پایتون مشبک، پرندگان شکاری بزرگ و بسیاری از گربه‌سانان وحشی. بالغ‌ها با توجه به اندازه، قدرت و توانایی دفاعی‌شان عموماً هدف حمله قرار نمی‌گیرند هرچند آن‌ها نیز ممکن است شکار پلنگهای بالغ، خرسهای بزرگ (عمدتاً خرس قهوه‌ای) و تمساحهای بالغ شوند. تمامی شکارچیان گراز شکارچیان فرصت‌طلب‌اند و از یک فرصت مناسب برای ربودن بچه گراز استفاده می‌کنند. گرازهایی که به خارج از زیستگاه طبیعی خود وارد شده‌اند (مثل قاره آمریکا و استرالیا) ممکن است در رأس هرم غذایی قرار گیرند، اما در برخی نقاط دیگر شکارچیانی مشابه شکارچیان حاضر در زیستگاه بومی‌شان یعنی اوراسیا آن‌ها را شکار می‌کنند.

## رابطه با انسان

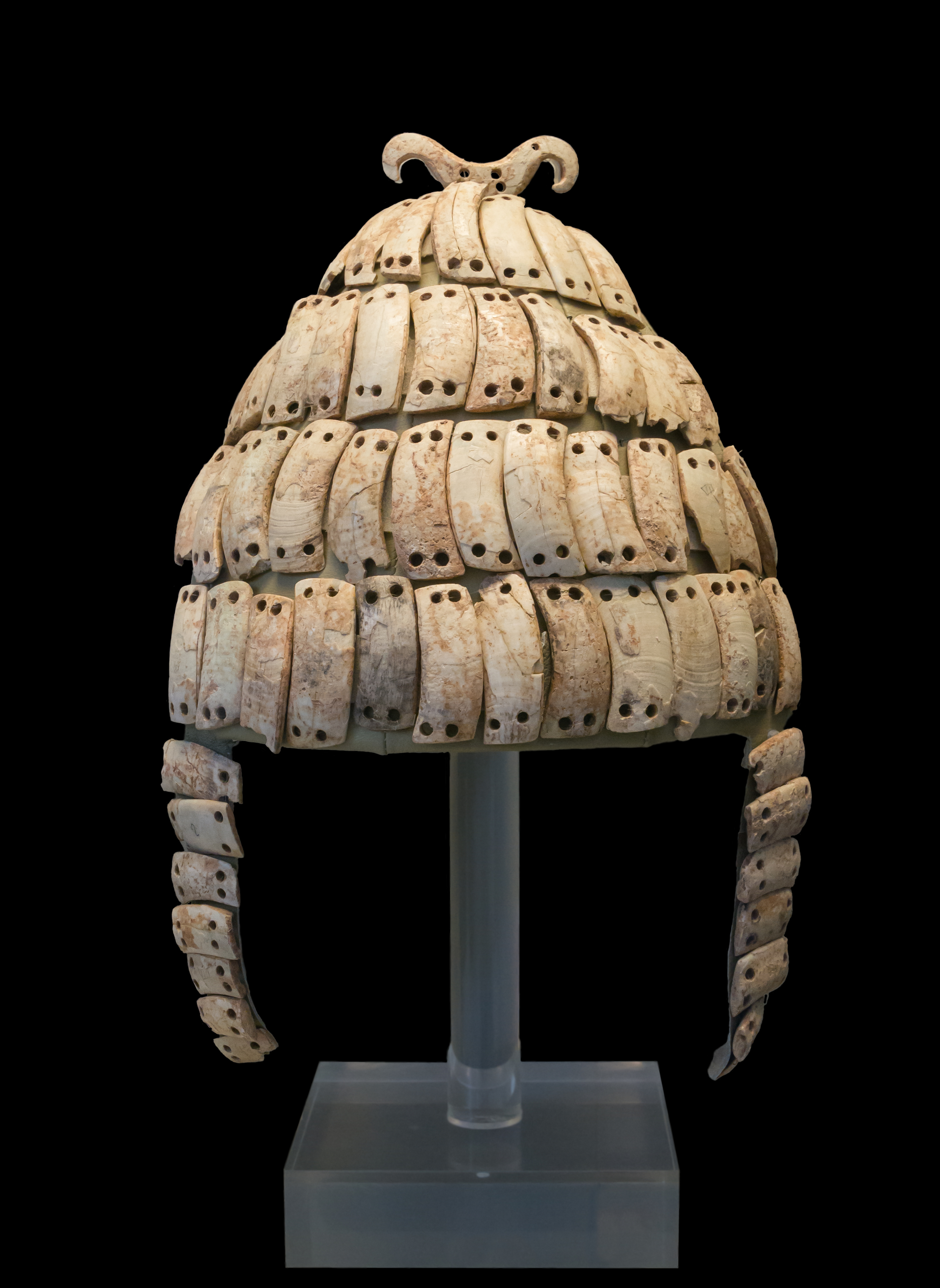
کلاه‌خودی از جنس عاج گراز، متعلق به تمدن میسنی که در جزایر اژه یونان پیدا شده است. این کلاه‌خود که به ۳۴۰۰ سال پیش تعلق دارد و اکنون در گنجینهٔ موزه باستان‌شناسی ملی آتن نگهداری می‌شود.

گراز بر اثر فعالیت‌های انسانی به بسیاری از نقاط دیگر دنیا ازجمله قاره آمریکا و استرالیا وارد شده و امروزه این پستاندار در تمامی قاره‌های جهان (جز قطب جنوب) و بسیاری از جزایر اقیانوسی زندگی می‌کند.
اهلی‌سازی این جانور در نقاط مختلفی از زیستگاه‌های خود ازجمله جنوب شرق آسیا، خاور دور و آسیای صغیر آغاز شد. در دوران‌های اولیه گراز وحشی یکی از منابع غذایی اصلی جوامع شکارچی بود و هنوز هم یکی از هدف‌های مهم برای شکار تفریحی است. شکار بی‌رویه نسل این پستاندار را در بسیاری از مناطق ازجمله بریتانیا، اسکاندیناوی، بخش‌هایی از شمال آفریقا، شمال ژاپن و بخش‌های بزرگی از شوروی سابق برانداخت. اما هنوز هم این گونه پراکندگی بالایی دارد و در بسیاری از نقاط جمعیت زیادی دارد. از آن‌جا که این جانور ممکن است به مزارع آسیب‌های جدی وارد کند در بسیاری از کشورها یک آفت شمرده شده و حمایتی از آن در خارج از مناطق حفاظت شده صورت نمی‌گیرد یا شکار آن آزاد است.
انقراض این پستاندار در بریتانیا احتمالاً در سدهٔ سیزدهم صورت گرفت اما در سال‌های اخیر خوک‌های اهلی و گرازهای گریخته از اسارت به طبیعت این کشور بازگشته‌اند. در سوئد نیز نسل این جانور دوباره احیا شده است. در دانمارک آخرین گراز در اوایل قرن نوزدهم شکار شد. آخرین گراز وحشی لیبی در سال ۱۸۸۰ دیده شد، در سال ۱۹۰۰ نسل این جانور در تونس، سودان و مصر هم منقرض شده بود. البته در ایران فراوانی زیادی دارد.

## در ایران
در ایران گراز در بیشتر باتلاقها دیده می‌شود و تقریباً هر جا باتلاقی وجود داشته باشد زیستگاه گرازی است. همچنین در بوته‌زارهای جنوب شرق ایران و به‌ویژه در جنگل‌های بلوط کوه‌های البرز و زاگرس. هرچند گرازها گاهی در تابستان به مناطق مرطوب مرتفع می‌روند اما بیشتر در ارتفاعات پایین دیده می‌شوند. در اکثر مناطق گرازها در مناطقی که پوشش گیاهی متراکم باشد پیدا می‌شوند اما در جنوب ایران مثل دشت ارژن در دشت‌های نسبتاً باز و در حال چریدن بین درختان پسته وحشی دیده می‌شوند.
گراز با نرخ باروری بالایی که دارد طعمه فراوانی برای گوشتخواران بزرگ ایران به‌ویژه پلنگ است. در گذشته گراز طعمه مورد علاقه شیر ایرانی و ببر مازندران هم بود. گرازها همچنین با از بین بردن درختان در محدوده‌های کوچکی در جنگل به گونه‌های دیگر جانوران هم سود می‌رسانند. در زمستان آن‌ها برای یافتن ریشه‌ها تونل می‌کنند و با از بین بردن پوشش یخ و برف زمین برای جانوران دیگری مثل قرقاول و گوزن هم غذا فراهم می‌کنند. در کوه‌های البرز گاهی قرقاول‌ها را در حال چریدن در کنار گرازها می‌توان دید. هرچند گرازها مقدار زیادی از بذر درختان بلوط و مازو را می‌خورند اما تعداد متعادل آن‌ها در عمل به حفاظت از جنگل منجر می‌شود. چون برای خوردن ریشه گیاهان خاک سطح جنگل را زیر و رو کرده و به این ترتیب مواد گیاهی در خاک ادغام شده. لارو حشرات مضر برای درختان بیرون آمده و توسط جانوران دیگر خورده می‌شوند یا از سرما می‌میرند. حرام بودن گوشت گراز در دین اسلام موجب شده تا شکار گراز در ایران نادر باشد. این جانور به‌علت از بین رفتن صیادان، در بیشتر مناطق ایران تبدیل به یک آفت شده است و برعکس اکثر گونه‌های ایرانی جمعیتش در حال افزایش است.